# Rho Coronae Borealis
Rho Coronae Borealis (ρ CrB, ρ Coronae Borealis) è una stella distante circa 56 anni luce situata nella costellazione della Corona Boreale, simile al Sole, e attorno alla quale, nel 1997, è stato scoperto un pianeta extrasolare. Altri tre pianeti sono stati scoperti nel 2016 e nel 2023.

## Caratteristiche fisiche
Rho Corona Borealis è una nana gialla di tipo spettrale G0V, con caratteristiche simili a quelle del Sole, anche se rispetto ad esso pare più vecchia, con un'età che viene stimata essere come 6 miliardi di anni ma che alcune fonti riportano che potrebbe avere un'età anche di 11 miliardi di anni, e potrebbe essere ormai nell'ultima parte del suo percorso nella sequenza principale, come suggeriscono le stime di raggio e temperatura. La massa è del 90% quella del Sole, mentre il raggio è maggiore, ed è stato stimato essere 1,36 R⊙.

## Sistema planetario
Nel 1997 si scoprì uno dei primi esopianeti orbitanti attorno alla stella, designato Rho Coronae Borealis b; dista 0,22 UA mediamente dalla stella e le orbita attorno in circa 40 giorni. Ha una massa minima paragonabile a quella di Giove, ma analisi successive hanno proposto una massa nettamente maggiore, fino a 115 volte quella gioviana, il che ne farebbe non un pianeta ma una nana rossa. Tuttavia nel 2016 un nuovo studio ha confermato la presenza del pianeta gioviano a 0,22 UA dalla stella, annunciando contemporaneamente la scoperta di un secondo pianeta, Rho Coronae Borealis c, che orbita a 0,41 UA dalla stella e avente una massa di circa 25 M⊕, un po' più massiccio quindi di Nettuno. Il pianeta ha un periodo orbitale di 102 giorni e come b si trova al di fuori della zona abitabile, con temperature di equilibrio rispettivamente di 614 e 448 K.
Nel 2023 sono stati scoperti ulteriori due pianeti, rho CrB d e rho CrB e; il primo è un gigante gassoso delle dimensioni di Nettuno, mentre il pianeta e, più interno, è una super Terra con una massa inferiore a 4 volte quella terrestre. Le osservazioni sono state effettuate presso il telescopio Discovery Channel. 
L'evoluzione della stella madre, prossima alla conclusione del suo ciclo vitale, è stata considerata un modello per la potenziale evoluzione del nostro sistema planetario. In particolare per prevedere se il Sole finirà per inghiottire la Terra alla fine del suo ciclo di vita.

### Prospetto del sistema planetario
| Pianeta | Tipo            | Massa        | Periodo orb.  | Sem. maggiore | Eccentricità | Scoperta |
| ------- | --------------- | ------------ | ------------- | ------------- | ------------ | -------- |
| e       | Super Terra     | 3,79±0,54 M⊕ | 12,949 giorni | 0,106 UA      | 0,126        | 2023     |
| b       | Gigante gassoso | 347 M⊕       | 39,844 giorni | 0,2245 UA     | 0,037        | 2016     |
| c       | Gigante gassoso | 28,2±1,5 M⊕  | 102,18 giorni | 0,4206 UA     | 0,09         | 2016     |
| d       | Gigante gassoso | 21,6±2,5 M⊕  | 282,2 giorni  | 0,827 UA      | 0,00         | 2023     |

Nel 1999 fu annunciata anche la scoperta di un disco circumstellare posto a una distanza di circa 85 UA dalla stella, e simile alla fascia di Kuiper. La sua presenza tuttavia non ha trovato nella ricerca di eccesso di radiazione infrarossa da parte del Telescopio spaziale Spitzer.